# 马伦戈县
马伦戈县（英語：Marengo County）是位于美国亚拉巴马州中西部的一个县，县治林登。根据美国人口调查局2000年统计，共有人口22,539，其中非裔美国人占51.71%、白人占47.28%。